# デレリカン・スグルバヨフ

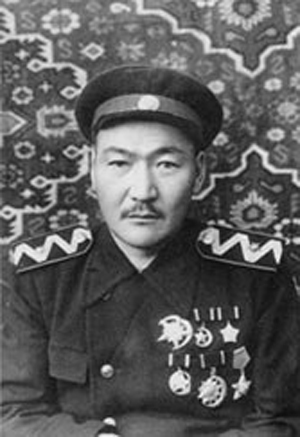
デレリカン・スグルバヨフ

デレリカン・スグルバヨフ（中国語: 达列力汗·苏古尔巴也夫, モンゴル語: Далелхан Сугирбаев, ウイグル語: دەلىلقان سۇگۇربايۇف, カザフ語: دالەلحان سۇگىرباەۆ/Дәлелхан Сүгірбаев, Dälelxan Sügirbaev; 1904年 - 1949年8月27日）は、東トルキスタン共和国の政治指導者、軍人。少将。

## 略歴
モンゴルのバヤン・ウリギン・アイマク（現バヤン・ウルギー県）に生まれる。カザフ人。バク・アト部のチェルシ部族。ホブド地方を統治したスヘルバイの4男。祖父キリカジュと父スヘルバイはともにタイジであった。スグルバヨフの部族は、ドルベトハン部族連合に入っていた。
1918年、父の死を受け、長兄が家督を継ぐ。
1921年、自分の結婚式時、兄ムハと共にアンドレイ・バキチの白軍部隊により捕らえられ、身代金を要求された。兄は銃殺されたが、デレリカンは逃亡することができた。
その後、バキチが包囲したトルボに、ダムディン・スフバートルの「赤色」モンゴル軍とバイカロフの「赤色」パルチザンを導き、バキチを撃破した。
1924年、モンゴル第1回フラルに招待されたが、出席することができなかった。1928年、第5回フラルの代表となり、モンゴル人民共和国の議員（バガ・フラル）に選出された。このフラルでは、封建制の廃止が議論されたため、スグルバヨフは、チュルテム・ダ・ラマに逃亡を薦めた。チュルテム自身は逃亡に成功したが、スグルバヨフは、1929年に国境警備隊により逮捕された。
その後、ソ連内務人民委員部（NKVD）外国課のエージェントの助けで、モンゴルを経て、カザフスタンに移った。カザフスタンで教育を受けた後、モンゴル経由で新疆に派遣された。
1930年春、母と兄弟、そして部族1000人を新疆の阿山道（現アルタイ地区）に呼び寄せる。1933年、盛世才が新疆辺防督弁に任ぜられると、テュルク系民族宥和策の下でスグルバヨフは哈族文化促進会の副会長に任ぜられた。
1937年、阿山にて設立された「反帝会第五分会」の主要幹部となる。
しかし、新疆諸民族の権利を追求しモンゴル人・カザフ人・キルギス人代表大会の開設を試みたスグルバヨフは、あくまで自身の利権を維持せんとする盛世才と確執を生むようになる。盛に失望したスグルバヨフはソ連へと去った。
1943年、阿山解放への支援をソ連に要請し、アルマトイにて軍事訓練を受ける。また、モンゴル政府の支援を受けたカザフ人オスパン・バチルのゲリラに参加。
1944年2月、スグルバヨフはオスパンとともに新疆に帰国、遊撃隊を編成。中国国民党に対して蜂起した。イリ地方のグルジャにて伊寧事変が起こると、白系ロシア人のフォティー・レスキンを中心にイリ民族軍が編成され、やがて三区革命が起こる。
9月、新疆ニルキン郡守備隊長、准将となり、10月には「阿山革命臨時政府」の副主席に選出された。1945年、東トルキスタン共和国国軍の少将となり、中央戦線の師団を指揮した。
1945年9月、彼の部隊は、アルタイ管区の中心であるシャラ・スメ市を占領した。オスパン・イスラモフの退任後、アルタイ地方知事に任命される。同時に、保健相を兼任した。
1949年、中共政府との交渉のために、アフメトジャン・カスィミ、アブドゥルキリム・アバソフ、イシュハク・ベグ・ムノノフらとともに飛行機でアルマ・アタ経由で北京に向かう途中、航空機事故により死亡（ザバイカル山脈墜落事故）。
スグルバヨフの遺体は、10年後に妻の住むアルマ・アタに改葬された。